# 웅천초등학교 (전남)
웅천초등학교는 대한민국 전라남도 여수시에 있는 공립 초등학교이다.
이 학교에는 1015명의 학생이 재학 중이다.

## 학교 연혁
- 2011년 10월 25일: 개교
- 2020년 3월1일:제5대 교장부임

## 참고 자료
- 웅천초등학교 - 한국교육학술정보원 학교알리미